# Beierolpium squalidum
Beierolpium squalidum är en spindeldjursart som först beskrevs av Beier 1966.  Beierolpium squalidum ingår i släktet Beierolpium och familjen Olpiidae. Inga underarter finns listade.